# Callistethus stolidopygus
Callistethus stolidopygus är en skalbaggsart som beskrevs av Ohaus 1915. Callistethus stolidopygus ingår i släktet Callistethus och familjen Rutelidae. Inga underarter finns listade.